# バイエルン放送交響楽団

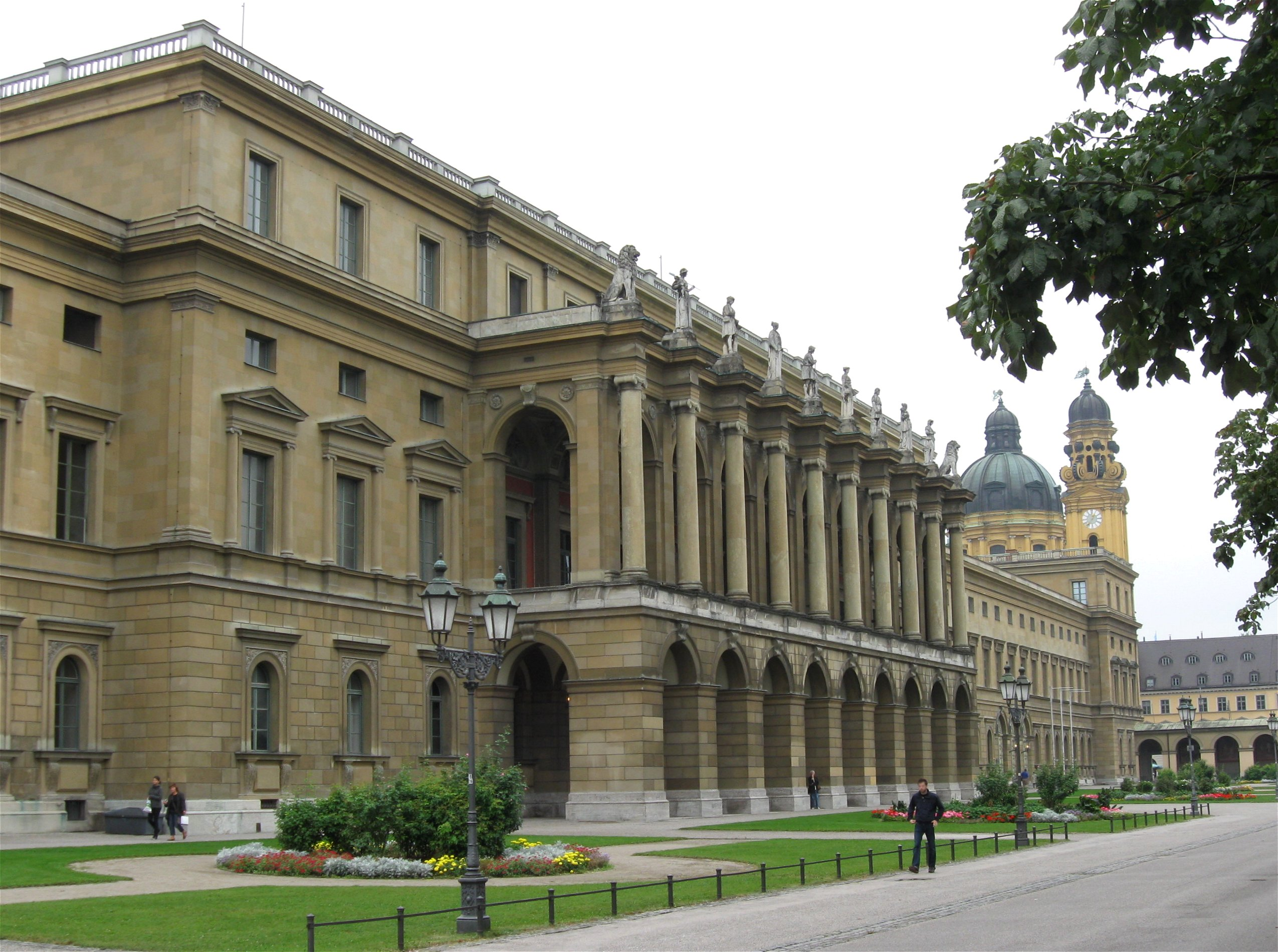
本拠地のミュンヘン・ヘラクレス・ザール

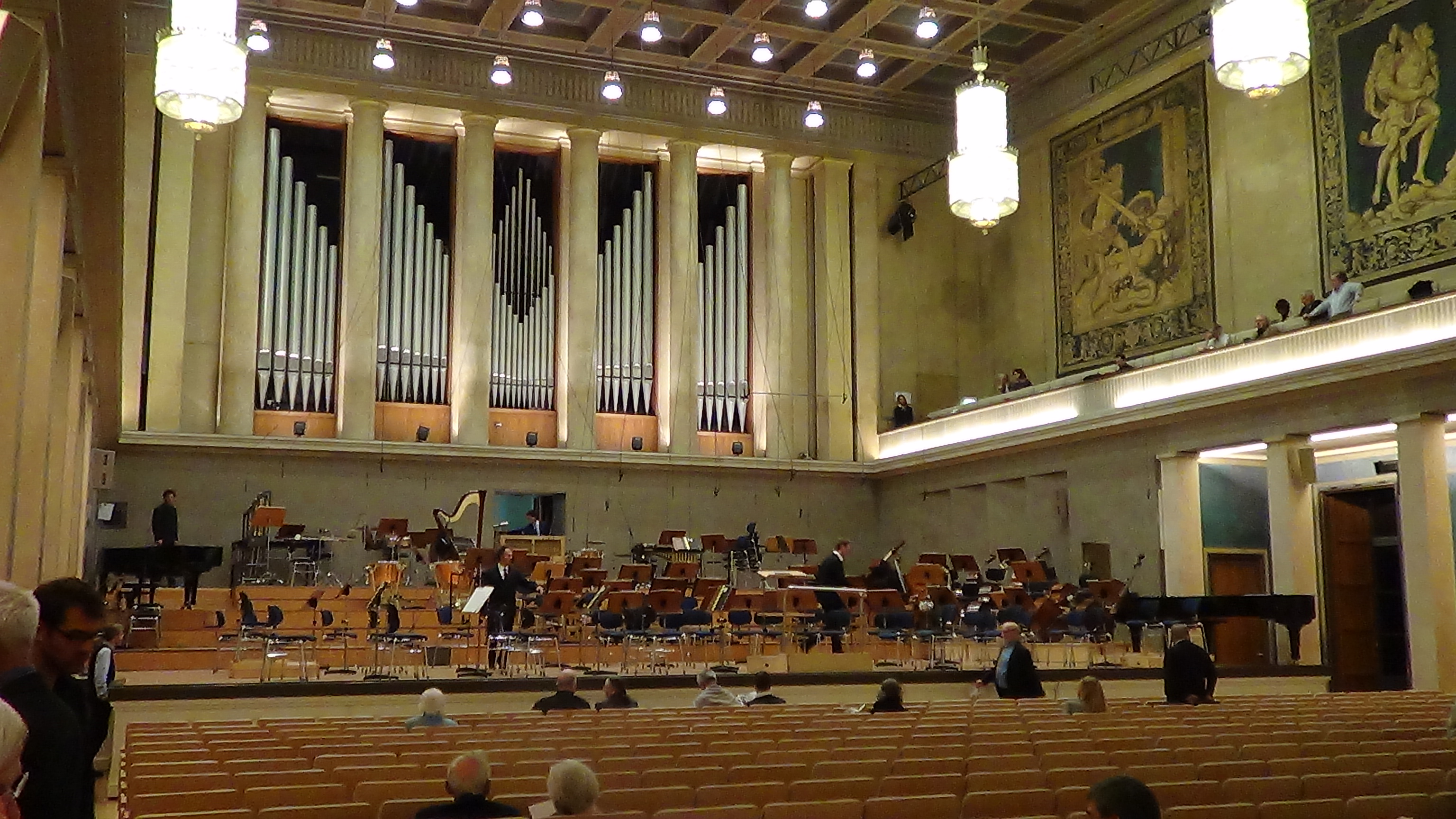
本拠地のヘラクレス・ザールのホール内観

バイエルン放送交響楽団（ドイツ語: Symphonieorchester des Bayerischen Rundfunks 英語: Bavarian Radio Symphony Orchestra 英語略称:BRSO）は、ドイツ・ミュンヘンに本拠を置くバイエルン放送専属オーケストラ（放送交響楽団）である。

## 概要
戦後設立の比較的歴史の浅いオーケストラながら、ドイツを代表するシンフォニー・オーケストラの一つとして、高い評価を受けている。英『グラモフォン』誌（2008年）や、『レコード芸術』誌（2008年）のオーケストラ・ランキングで上位にランクされている。同じくミュンヘンにあるミュンヘン・フィルハーモニー管弦楽団とも高レベルでのライバル関係を築いている。拠点はミュンヘンの王宮内にあるヘラクレス・ザール。
バイエルン放送には、バイエルン放送交響楽団の他にもミュンヘン放送管弦楽団が所属している。フル編成のバイエルン放送交響楽団に対し、ミュンヘン放送管弦楽団は二管編成の中規模オーケストラで、オペラ、オペレッタのスタジオ録音を多く行なっている。こうした二楽団方式は、ベルリン、フランクフルトなど他のドイツの放送局でも見られる形態である。

## 沿革
第二次世界大戦終結直後からドイツ各地で放送オーケストラの設立ラッシュが始まり、各放送局が自前のオーケストラを持つようになったが、バイエルン地域の放送オーケストラは1949年に設立された。
初代首席指揮者にはバイエルン出身のオイゲン・ヨッフムが就任、設立記念公演は同年7月13日に行われた。このコンサートにはリヒャルト・シュトラウスも招かれ、自作の歌劇「カプリッチョ」の一部を指揮している。シュトラウスはこの公演の2ヶ月後に死去しており、この公演は彼の最後の指揮となった。初の公開コンサートは同年9月29日、初の定期公演は1950年の10月5日にいずれもヨッフムの指揮によって行われている。ヨッフムの指導のもとバイエルン放送響はその基礎を固めた。ヨッフムのレパートリーはドイツの古典派・ロマン派の作品が中心を占めていたが、バイエルン放送響としては、1951年から「ムジカ・ヴィヴァ」という現代音楽シリーズを開催、現代音楽の紹介という放送オーケストラらしい活動にも積極的に取り組んだ。
1960年、ヨッフムはアムステルダム・コンセルトヘボウ管弦楽団に転出、後任にはバイエルンの隣国チェコ出身のラファエル・クーベリックが就任した。クーベリックとのコンビは1978年まで続き、この時代に急成長を遂げた。クーベリックはチェコ出身のマーラーをはじめとして、チェコの作品を積極的に採り上げた。このオーケストラの初来日が実現したのもクーベリック時代の1965年の事である。クーベリックとのコンビによってマーラーの交響曲全集（DG）やシューマンの交響曲全集、モーツァルトの後期交響曲集（いずれもCBSソニー）など多くの録音を残している。またこの時代にはカール・ベームをはじめとした大物指揮者が盛んに招聘され、“ドイツを代表するオーケストラ”という評価が定着した。
クーベリックの後、数年間首席指揮者を置かない形での活動が続き、ようやく1982年の秋からキリル・コンドラシンの首席指揮者就任が内定したものの、その前年の1981年にコンドラシンが急逝した事により、1983年秋からコリン・デイヴィスが首席指揮者に就任した 。1980年代にはレナード・バーンスタインもバイエルン放送響にしばしば客演しており、このコンビでの録音もいくつか遺された。
デイヴィスの後、1993年から2003年までロリン・マゼールが首席指揮者を務め、2003年の秋からはマリス・ヤンソンスが2019年に死去するまでその地位にあった。
ヤンソンスの没後、首席指揮者は空席となったが、サイモン・ラトルが2023/24から5シーズン、バイエルン放送交響楽団 及び バイエルン放送合唱団の首席指揮者を務めることが2021年1月11日に発表された。

## 歴代首席指揮者等
1. オイゲン・ヨッフム（1949 - 1960）  ドイツ
2. ラファエル・クーベリック（1961 - 1978）  チェコ（当時  チェコスロバキア）
3. コリン・デイヴィス（1982 - 1992）  イギリス
4. ロリン・マゼール（1993 - 2002）  アメリカ合衆国（生まれはフランス）
5. マリス・ヤンソンス（2003 - 2019）  ラトビア
6. サイモン・ラトル（2023 - ）  イギリス